# Adrian Costache
Adrian Costache (n. 27 iulie 1944, Podgoria, Prahova - d. 06 aprilie 2025, București, România) a fost un profesor de limbă română și scriitor. A fost profesor emerit de limbă română în cadrul Colegiului național Sf. Sava din București din 1978 până în 2014, căruia îi dedică un roman trilogie, Trilogia de la Sf. Sava, apărut la Editura Art și finalizat în 2011. A fost autorul a numeroase materiale didactice, dintre care culegeri de teste, manuale de limbă română precum și eseuri pe teme didactice. Cariera sa de profesor i-a adus premiul „Gheorghe Lazăr”, clasa I. Dincolo de îndelungata sa carieră de profesor de limbă română,  a scris o serie de romane, culegeri de povestiri și volume de poezie, inițial sub pseudonimul Adrian Carsiad, ca mai apoi să revină la numele propriu. Cariera sa de scriitor s-a întins întins pe o perioadă de aproape 60 de ani. Ultimul său roman, „365 de zile. Anul când s-a oprit ceasul” a fost publicat în 2020 de Editura eLiteratura. În 2021 a publicat, în cadrul aceleași edituri,  volumul de poezii „Elegii podgorene”.
Adrian Costache  a fost membru al Uniunii Scriitorilor din România din 1982, de la vârsta de 38 de ani la recomandarea scriitorilor Fănuș Neagu, George Bălăiță și Gheorghe Suciu. A fost autorul a sute de articole publicate în majoritatea revistelor vremii, fiind un colaborator al Tribunei Învățământului și Luceafărul timp de peste 20 de ani.

## Biografie

### Copilăria și studiile
Adrian Costache s-a născut în satul Podgoria (fost sat Vai-de-El), comuna Tătaru , județul Prahova, pe data de 27 iulie 1944, într-o familie de țărani mijlocași. A fost cel mai mic dintre cei trei copii ai familiei, mijlociul murind la vârsta de 1 an în urma unei boli. Fratele său mai mare, Octavian (1937-2021) l-a inspirat să scrie volumul de povestiri Fratele meu Val. Părinții acestuia, Costache Dumitru (1914-1997) și Costache Maria (1914-2003) erau țărani mijlocași care urmau a fi deposedați prin presiune de proprietățile acestora de către regimul comunist prin fenomenul colectivizării.  

### Activitate didactică
Adrian Costache și-a început lunga activitate didactică imediat după terminarea liceului (1962), fiind învățător în comuna Călugăreni, jud. Prahova, la clasa a III-a B. Va urma apoi serviciul militar în 1962 în Cluj, Someșeni, la o unitate militară de transmisiuni.
În 1964, cu câteva luni înainte de terminarea stagiului militar, i se permite să dea examen la facultate, ceea ce și face, în cadrul Institutului Pedagogic București. Devine student la Facultatea de Filologie (1964-1967). Între 1968-1972 va urma cursurile Facultății de Litere, Universitatea București. Este repartizat la școala Vâlcele, regiunea Argeș, jud. Olt începând cu 1967, pentru efectuarea stagiului de 3 ani. În 1970 se naște Daniel Costache Arhivat în 13 februarie 2022, la Wayback Machine. singurul lui fiu. În 1970 se transferă în jud. Ilfov la Școala Generală Frăsinet. Între 1970-1971 activează ca profesor în cadrul Școlii Frăsinet-Dănești, apoi un an ca director la Școală generală nr. 1 Frăsinet. În 1972 scrie un reportaj despre CAP din Frăsinet și îl trimite la cotidianul Steagul Roșu. E remarcat cu această ocazie și solicitat să lucreze la acest cotidian la secția culturală că redactor cu probleme de învățământ.
Acceptă transferul în interes de serviciu. În perioada 1972-1974 lucrează la ziar. În iulie 1974 are loc o masivă restructurare a presei de partid, cotidianele devenind săptămânale. Postul îi este restructurat iar el este trecut în învățământ și numit director la Școala Generală Ciorogârla, județul Ilfov.
În 1976 în București sunt scoase la concurs 23 de posturi de profesor de română. Participă la concurs și se clasifica al treilea. Din această poziție, alege catedra de română de la Liceul Pedagogic București.
În 1978 o catedra se restrânge, iar grație unei inspecții făcute de inspectoarea de limba română de atunci, o doamnă Constantinescu, e transferat la Liceul Nicolae Bălcescu (Colegiul Național Sf. Sava de astăzi), unde va funcționa ca titular până la pensionarea din 2009. Își continuă activitatea de profesor până în 2014, ca suplinitor. Între anii 1986-1988 și 1990-1992 este director adjunct în cadrul aceluiași liceu. 
În toată această perioadă publică, în calitate de coautor sau autor, mai mult de 30 de cărți didactice, auxiliare sau manuale școlare - colaborează la 8 manuale gimnaziale și de liceu. În perioada 1997-2003 lucrează în Ministerul Educației Naționale ca inspector general și Director Adjunct al Direcției învățământ liceal (1999-2000), fără a renunța la cariera profesorală. 
Este nominalizat pentru câteva premii în perioada 1998-2002. În 2003 primește Diploma Gh. Lazăr pentru activitatea meritorie ca profesor.

### Debutul literar
Adrian Costache și-a început cariera de scriitor încă din perioada cursurilor din facultate, publicând sub pseudonimul Adrian Carsiad povestirea „Zilele din urmă” în Revista Amfiteatru din 1966. Urmează alte circa 20 de povestiri, toate sub același pseudonim, publicate în revistele „Amfiteatru” și „Luceafărul”, o activitate pe care o începuse deja din timpul facultății. Debutul editorial are loc în 1971, publicând un volum de povestiri intitulat „Orașul cel Mare”, tot sub pseudonimul Adrian Carsiad. Volumul apare la Editura Eminescu în 1971, dar nu supraviețuiește cenzurii comuniste, fiind retras din librării și ulterior distrus. 

### Activitatea literară
În 1971, Adrian Costache debutează din nou, de data asta folosind numele propriu. Publică trei povestiri în revista „Ateneu” din Bacău. Sub semnătura sa apare și volumul de povestiri „Fratele meu Val”, în 1974. Vor urma volumele „Intrarea în timp”, urmat de culegerea de povestiri „Confesiunile unui bun visător și alte povestiri”, „Dimineți pe rotile”, „Ultimul anotimp”, „Breadly iubitul meu” și „10 povestiri”, un volum mixt de proză și poezie. În 2017 apare romanul „Evanescența: Un roman fără acțiune”, un roman experimental care a fost apreciat de un public cunoscător. Despre acest roman, criticul literar Nicoleta Milea avea să spună "romanul fără acțiune îmi pare un fapt de punere  în drepturi a mărcilor creativității pe baza observațiilor unui timp și spațiu ostile. De unde și drama personajului, care, psihologic, nu poate accepta schimbările:  „Ce mă fac cu trecutul?...Încerc fără sorți prea mari, să-i dau chip. Nu reușesc decât să recuperez imagini-flash. Fulgerări. Înțeleg în fine cum pare a fi fost totul”"
Despre proză lui Adrian Costache este de reținut opinia criticului Laurențiu Ulici din „Literatura română contemporană". Autorul „decupează din universul copilăriei (și adolescenței) întâmplări aflate la frontiera dintre inocența absolută și primele semne ale conștiinței mediatoare, dintre „plutirea” în fabulos și „căderea” în real”. Irina Georgescu consemna în revista Tribuna din 2018, imediat după apariția romanului "Evanescență", "... Adrian Costache este preocupat de problematica timpului – uman, pedagogic – atât în romane (Regele sperietorilor de ciori, Apocalipsa după Ian, Lista cu nume), cât și în volumele de povestiri (...). Pe de o parte, interesul prozatorului merge înspre timpul biografic, al tatonărilor existențiale, al încercării de a se desprinde de panici și locuri comune, de a trăi plenar. Pe de altă parte, narațiunile pleacă dinspre realitate și se cufundă într-o suprarealitate irizată de neliniștea de a căuta răspunsuri, de a locui timpul". 
Despre Antologia de proză, revista „Litere", sub semnătură lui A. Gh. Olteanu, observă că „Ceea ce se cuvine remarcat din capul locului sunt două aspecte: întinsă arie tematică a schițelor/povestirilor și unitatea stilistică, cu atât mai mult de luat în seamă cu cât scrierea lor acoperă o jumătate de veac". 
Volumele de poezie dezvăluie un poet meditativ. Primul volum, „Păduri de sticlă", apare în 2001. Peste doi ani urmează „Poeme depresive pentru uz personal”. În cuprinsul volumului este inserat și „Jurnal de China”, semnat de fiul său, Daniel Costache, medic, rod al experienței sale de 3 luni în medicină tradițională chineză.
Vor urma volumele „Noi poeme simple" și „Uitatele mitologii”. În 2019, publică la Editura eliteratura, o antologie lirică, intitulată „Cele mai frumoase 101 poeme”, o selecție a creației sale poetice. “...poeme construite în azur de o simplitate a discursului, încă o dată, frapantă!” (Marian Drăghici, Viața Românească, nr. 5 / 2015). Obține, de-a lungul anilor, câteva premii și mențiuni literare pentru proză la concursuri organizate de reviste literare: Tomis, 1971 – Mențiune, Amfiteatru, 1974 – Premiul III. În 1976 primește Premiul pentru Proză al Revistei SLAST pentru volumul „Confesiunile ultimului bun-visător și alte povestiri”. Tot în 2019 publică și Antologia de proză scurtă “O zi și jumătate din viața Carolinei”, o selecție de povestiri alcătuită din cele 8 volume publicate de-a lungul anilor. În 2020 apare “365 de zile (Anul când s-a oprit ceasul)”, un tulburător roman al destinului, iar în 2021 volumul de poezii "Elegii podgorene". În perioada iulie-decembrie 2024, într-o pauză a suferinței reia scrisul la jurnal. Acesta este publicat în 2025 sub titlul „Șase luni de Jurnal (iulie-decembrie 2024)” la Editura Bifrost.
Adrian Costache a avut o bogată activitate publicistică, scriind peste 1000 de articole în cadrul revistei Tribuna Învățământului (având o colaborare săptămânală cu publicația care se întinde pe parcursul a 20 de ani) și Luceafărul . De asemenea a publicat în reviste precum Colocvii, Ateneu, Revista de Pedagogie, Luceafărul de dimineață (rubrică permanentă timp de 10 ani), România Liberă, Neuma, Tribuna Învățământului și Familia. 

### În prezent
În ultimii ani ai vieții, Adrian Costache, pensionar fiind și-a împărțit timpul între București și localitatea natală, Podgoria.

## Opera

### Proză
- Orașul cel Mare, Editura Eminescu, 1971
- Fratele meu Val, Editura Albatros, 1974
- Intrarea în timp, Editura Albatros, 1979
- Confesiunile ultimului bun-visător și alte povestiri, Cartea Românească, 1986
- Dimineți pe rotile, Editura Eminescu, 1988
- Regele sperietorilor de ciori, Editura Cartea Românească, 1997
- Apocalipsa după Ian, Editura Art, 2007
- Lista  cu nume, Editura Art, 2008
- Ultimul anotimp, povestiri, Editura Spandugino, București 2010
- Trilogia de la Sf. Sava, Editura Art, 2011
- Breadly, iubitul meu, Editura Art, 2015
- Evanescență. Un roman fără acțiune, eLiteratura, 2017
- O zi și jumătate din viața Carolinei, eLiteratura, 2019
- 365 de zile. Anul când s-a oprit ceasul, eLiteratura 2020
- Șase luni de jurnal (iulie-decembrie 2024), Editura Bifrost 2025

### Poezie
- Păduri de sticlă, Editura Euro Vida, 2001
- Poeme depresive pentru uz personal, Editura Art, 2003
- Noi poeme simple, Editura Tracus-Arte, 2012
- Uitatele mitologii, Editura Tracus-Arte, 2015
- 10 povestiri + 70 și ceva de poeme, eLiteratura, 2018
- Cele mai frumoase 101 poeme, eLiteratura, 2019
- Elegii podgorene, eLiteratura, 2021

### Materiale didactice
- Limba română, o gramatică sintetică, Adrian Costache, Georgeta Costache, Editura Art, 2006
- Limba și literatura română - Clasa 12 - Manual,  Adrian Costache, Florin Ioniță, M.N. Lascăr, Adrian Săvoiu, Editura Art, 2010
- Limba română - Clasa 10 - Manual, A. Costache, Fl. Ioniță, M.N. Lascăr, A. Săvoiu, Editura Art, 2009
- Limba română - Clasa 9 - Manual, Adrian Costache, Adrian Săvoiu, Florin Ioniță, Marilena Lascăr, 2008
- Limba și literatura română - Clasa 5 - Manual, Costache Adrian, Camelia Sapoiu, Veronica Hoitan, Corina Buzoianu, Angela Turculeț, 2008
- Limba și literatura română - Clasa 11 - Manual, Adrian Costache, Florin Ioniță, M.N. Lascăr, Adrian Săvoiu, 2008
- Literatura pentru admitere în liceu, Adrian Costache, Georgeta Costache, Editura Teora Gymnasium, 2012
- Dicționar de termeni, concepte și idei literare, eLiteratura, 2020